# 詹尧可
詹尧可，宋朝政治人物。
詹尧可曾于1136年接替孙公绂任华亭县知县一职，1139年由林衡接任。